# Pekings Nationella inomhusstadion

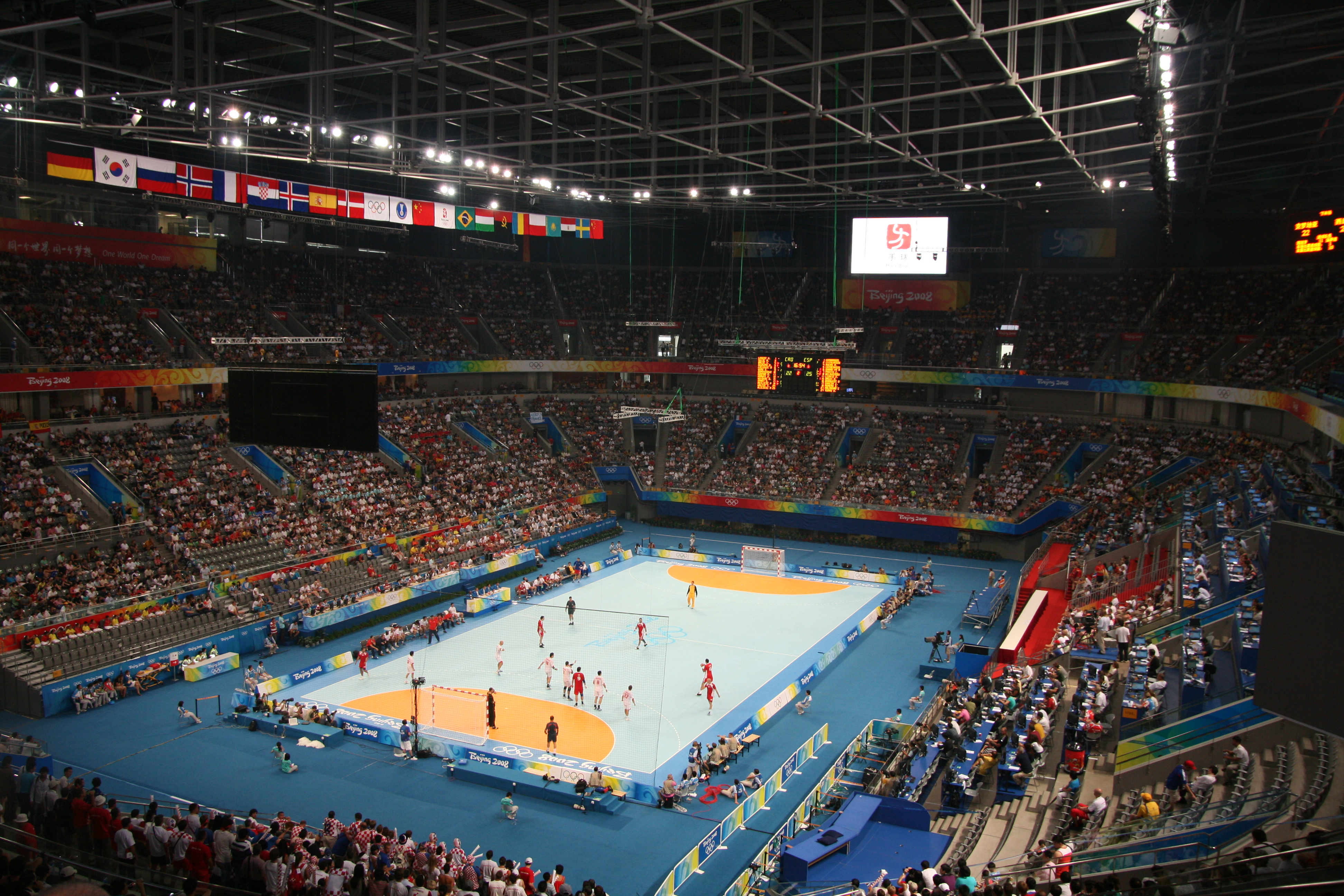
Nationella inomhusstadion invändigt. Handbollens bronsmatch i OS.

Pekings Nationella inomhusstadion, eller bara Nationella inomhusstadion (officiellt engelskt namn: National Indoor Stadium, kinesiska: 国家体育馆), är en idrottshall i Peking, Kina, som byggdes för att användas som arena vid de olympiska och paralympiska sommarspelen 2008. Arenan ligger bredvid Nationalstadion och Nationella simstadion i den södra delen av Olympiaparken. Den har en publikkapacitet på 18 400 åskådare. 

## Byggnation
Glöckner³ utformade arenan, i samarbete med Bejing Institute of Architectural Design (BIAD), efter att ha vunnit en internationell arkitekttävling i oktober 2003.  Byggandet påbörjades i maj 2005, och pågick till den 26 november 2007. Totalt kostade det 81 miljoner euro att bygga arenan.
Arenan har en total golvyta på 81 150 kvadratmeter. Den är 220 meter lång, 130 meter bred och har en höjd på 43 meter. Den är byggd på betonggrund, med fasader av glas och stomme och tak av stål. Bakom glasfasaden finns det 1 124 stycken solpaneler som vardera kan producera 90 watt ström. Tanken är att dessa ska kunna driva arenans belysning under dagtid, när den används, vilket syftar till att minska belastningen på stadens elnät.

## Arrangemang
Arenan byggdes till OS 2008. Tävlingarna i artistisk gymnastik, trampolin och handbollens slutspel gick där. Dessutom spelades turneringen i rullstolsbasket där vid de paralympiska sommarspelen 2008.

## Fotnoter
1. 1 2 3 4  Beijing 2008 (26 november 2007). ”'Fan' unfolds -- the National Indoor Stadium is delivered for use” (på engelska) (HTML). Arkiverad från originalet den 7 september 2008. https://web.archive.org/web/20080907043205/http://en.beijing2008.cn/cptvenues/venues/nis/headlines/n214203747_1.shtml. Läst 8 september 2008.
2. 1 2 3  architects24.com (2008). ”National Indoor Stadium Beijing - Project data” (på engelska) (HTML). ABV Architekten und Bauherren Verlag GmbH. Arkiverad från originalet den 7 mars 2016. https://web.archive.org/web/20160307175532/http://www.architects24.com/project/national-indoor-stadium-beijing-eng/overview/7421/index.html. Läst 8 september 2008.
3. ↑  architects24.com (2008). ”National Indoor Stadium Beijing” (på engelska) (HTML). ABV Architekten und Bauherren Verlag GmbH. Arkiverad från originalet den 19 september 2008. https://web.archive.org/web/20080919063951/http://www.architects24.com/project/national-indoor-stadium-beijing-eng/overview/index.html. Läst 8 september 2008.
4. ↑  Svenska namn enligt TT-språket. ”Andra språk // Kinesiska namn - OS-arenor” (HTML). http://www.tt.se/ttsprak/skrivregler/searchResultViewResult.aspx?chapter=12&page=9&xml=ttspraket.xml&template=ttspraket.inc&section=2&search=olympiska. Läst 18 augusti 2008.[död länk] Engelska och kinesiska namn enligt den officiella OS-sajtens artikel: Beijing 2008 (2008). ”National Indoor Stadium” (på engelska) (HTML). Arkiverad från originalet den 8 september 2008. https://web.archive.org/web/20080908143253/http://en.beijing2008.cn/cptvenues/venues/nis/index.shtml. Läst 8 september 2008.
5. ↑  ”Peking National Indoor Stadium mak'nat” (på tyska) (HTML). Glöckner Architektur und Städtebau GmbH. 2008. Arkiverad från originalet den 2 oktober 2008. https://web.archive.org/web/20081002162539/http://www.gloeckner.de/flash_deutsch/proj_stadien.html. Läst 8 september 2008.